# Acobamba (Tarma)
Acobamba (en quechua: Aqu Pampa) es una localidad peruana ubicada en la región Junín, provincia de Tarma, distrito de Acobamba. Es asimismo capital del distrito de Acobamba. Se encuentra a una altitud de 2950 m s. n. m. Tiene una población de 3960 habitantes en 1993.

## Etimología
Según la etimología aceptada, Acobamba proviene del quechua y está formado por la aposición de los sustantivos aqu ('arena') y pampa ('llanura, pampa'). Su significado sería, por tanto, "planicie arenosa".

## Clima
| Parámetros climáticos promedio de Acobamba | Parámetros climáticos promedio de Acobamba | Parámetros climáticos promedio de Acobamba | Parámetros climáticos promedio de Acobamba | Parámetros climáticos promedio de Acobamba | Parámetros climáticos promedio de Acobamba | Parámetros climáticos promedio de Acobamba | Parámetros climáticos promedio de Acobamba | Parámetros climáticos promedio de Acobamba | Parámetros climáticos promedio de Acobamba | Parámetros climáticos promedio de Acobamba | Parámetros climáticos promedio de Acobamba | Parámetros climáticos promedio de Acobamba | Parámetros climáticos promedio de Acobamba |
| Mes                                        | Ene.                                       | Feb.                                       | Mar.                                       | Abr.                                       | May.                                       | Jun.                                       | Jul.                                       | Ago.                                       | Sep.                                       | Oct.                                       | Nov.                                       | Dic.                                       | Anual                                      |
| ------------------------------------------ | ------------------------------------------ | ------------------------------------------ | ------------------------------------------ | ------------------------------------------ | ------------------------------------------ | ------------------------------------------ | ------------------------------------------ | ------------------------------------------ | ------------------------------------------ | ------------------------------------------ | ------------------------------------------ | ------------------------------------------ | ------------------------------------------ |
| Temp. media (°C)                           | 13.4                                       | 13.4                                       | 12.8                                       | 13                                         | 12.3                                       | 11.4                                       | 11.3                                       | 12                                         | 12.7                                       | 13.5                                       | 13.7                                       | 13.3                                       | 12.7                                       |
| Temp. mín. media (°C)                      | 7.2                                        | 7.5                                        | 6.8                                        | 6.1                                        | 4.5                                        | 2.9                                        | 2.7                                        | 3.6                                        | 5.2                                        | 6.5                                        | 6.5                                        | 6.5                                        | 5.5                                        |
| Fuente: climate-data.org                   |                                            |                                            |                                            |                                            |                                            |                                            |                                            |                                            |                                            |                                            |                                            |                                            |                                            |

## Gobierno municipal
| Jefe del municipio de Acobamba | Jefe del municipio de Acobamba   | Jefe del municipio de Acobamba                   |
| Periodo                        | Alcalde                          | Partido Político                                 |
| ------------------------------ | -------------------------------- | ------------------------------------------------ |
| 2019 - 2022                    | José Carlos, Aguilar Bernardillo | Movimiento Regional Sierra y Selva Contigo Junín |
| 2015 - 2018                    | Carlos Eduardo, Paz Valenzuela   | Fuerza Popular (K)                               |
| 2011 - 2014                    | Carlos Eduardo, Paz Valenzuela   | Movimiento Convergencia Regional Decentralista   |
| 2007 - 2010                    | Héctor, Muñóz Lavado             |                                                  |

### Policiales
| Comisaria de Acobamba | Comisaria de Acobamba | Comisaria de Acobamba |
| Dirección             | Teléfono              | Horario de Atención   |
| --------------------- | --------------------- | --------------------- |
|                       |                       | 24 hs                 |
| Comisario             |                       |                       |
| TN te.                |                       |                       |

## Cultura

### Festividades
| N.º | Evento                                     |
| --- | ------------------------------------------ |
| 1   | Chonguinada                                |
| 2   | Señor de Muruhuay                          |
| 3   | Fiesta de la media naranja en Semana Santa |

### Feria de Libro
Coordinado por el escritor Guillermo Camahualí.

### Gastronomía
Olluco con charqui
Pachamanca
Sopa verde
Mazamorra de chuño
Chicha de jora

### Deportes
Fútbol
| Clubes De Acobamba | Clubes De Acobamba | Clubes De Acobamba            | Clubes De Acobamba      |
| N.º                | Club               | Estadio                       | Liga                    |
| ------------------ | ------------------ | ----------------------------- | ----------------------- |
| 1                  | Unión Carhuacatac  | Estadio municipal de Acobamba | Liga provincial tarmeña |
| 2                  | P. Muruhuay        | Estadio municipal de Acobamba | Liga provincial tarmeña |

## Educación
los centros educativos acobambinos están conformados de la siguiente manera:

### Universidades
| Centros de estudios | Centros de estudios                                                                 | Centros de estudios | Centros de estudios |
| N.º                 | Universidades                                                                       | Sigla               | Tipo                |
| ------------------- | ----------------------------------------------------------------------------------- | ------------------- | ------------------- |
| 1                   | Universidad Nacional Autónoma Altoandina de Tarma, sede central en Acobamba, Tarma. | UNAAT               | Pública             |
| 2                   |                                                                                     |                     |                     |
| N.º                 | Institutos                                                                          | Sigla               | Tipo                |
| 1                   | Institu Superior Pedagógico Público Gustavo Allende Llavería                        | ISPPGALl            | Público             |

### Colegios
A. Vienrich